# Üldözők (film, 1966)
Üldözők (eredeti cím: The Chase)  1966-ban bemutatott amerikai filmdráma. Rendező Arthur Penn.
A történet egy amerikai kisváros eseményeit követi nyomon egy fogolyszökés után. Az egyik szökevény Charlie „Bubber” Reeves (az akkoriban még ismeretlen Robert Redford játssza), akit gyilkossággal gyanúsítanak.
A film témái között van: rasszizmus (egy feketét fehérek erőszakosan megtámadnak), szexuális forradalom (házaspárok nyíltan csalják egymást), kisvárosi korrupció (a seriffet azzal vádolják, hogy a nagyvállalkozó lefizette) és önbíráskodás (több fegyveres konfliktus van a filmben). A film egyik ismert jelenete, amikor a seriffet három önbíráskodó polgár brutálisan megveri. Marlon Brando (a seriffet játszó szereplő) később ezt a method acting példájaként említette (vagyis a jelenet nem volt megírva, a szereplők egymás reakcióira spontán válaszreakciókat adtak).
A film legismertebb szereplője Marlon Brando. További főszereplők Jane Fonda, Robert Redford, Angie Dickinson, Miriam Hopkins és Robert Duvall.

## Cselekménye
|  | Alább a cselekmény részletei következnek! |

Az 1960-as években, az Egyesült Államok déli államaiban.
Két fogoly megszökik. Egyikük megöli a segítségükre siető autóst és elhajt. A másikuk, Bubber Reeves még nem tudja, hová akar menni.
A kisváros lakói hamar megtudják, hogy Bubber megszökött. Jake Rogers, nagyvállalkozó apja egyik olajkútjától a gyapotbirtokukra megy, ahol a mexikói munkások spanyolul átkozódva, két teherautóra zsúfolódva mennek haza.
Jake hazafelé menet egy pillanatra megáll Sol kocsmája előtt, ahol az emeleten szeretője, Sol mostohalánya lakik és jelbeszéddel jelez neki. Sol szeretné, ha mostohalánya elköltözne, a lány azonban anyai öröksége kifizetését várja tőle.
A seriff felkeresi Bubber szüleit, bár feltételezi, hogy a férfi nem fog ide jönni. A bankban Val Rogers tulajdonos születésnapját ünneplik egy pohár pezsgővel. Emily Stewart nyíltan flörtöl az egyik alelnökkel (a másik alelnök a férje, Edwin Stewart). Stewart ideges Bubber kiszabadulása miatt, mert tizenhat éves korukban ő lopott el 50 dollárt, de Bubbert szégyenítette meg emiatt az anyja.
Bubber egy tehervonatra ugrik fel, egy hűtőházba kerül, ahonnan a szellőzőn keresztül kimászok és a marhavagonba jut. Néhány mexikói potyautastól megtudja, hogy a vonat nem Mexikó felé, hanem észak felé tart. Bubber leugrik a vonatról és ezután szülővárosa felé törekszik.
A seriff és neje Val Rogers születésnapi partijára készülődik. Az asszonyon az a ruha van, amit Rogers küldött neki, és legalább ezer dollárba került. A seriff szerint nem helyes, hogy olyan ruhát vesz fel, amit ő nem tudna kifizetni, ezért a nő átöltözik.
A születésnapi partin Val Rogers szomorú, mert látja, hogy fia és menye nem szeretik egymást. A házaspár egymás szeretői felől érdeklődik, miközben kényszerűségből táncolnak. Jake nemsokára elmegy, bár apja marasztalni próbálja.
Egy házibuliban középkorú házaspárok tagjai vagy lerészegednek, vagy nyíltan flörtölnek. Edwin Stewart a rádiót hallgatja, hátha bemond valamilyen hírt Bubberről.
Jake egy motelban szerelmével, Anna Reeves-szel találkozik. Amikor a nő meghallja, hogy Bubber bajban van, azonnal szedelőzködik, hogy elmenjen, bár biztosítja Jake-et arról, hogy „senkit sem szeret úgy, mint őt”. Anna Reeves ugyanis Bubber felesége, de ő két éve börtönben van.
Bubber az autó-roncstelepre megy, ahogy régi barátja, Lester dolgozik. Bubber megkéri fekete barátját, hogy menjen el Annához, kérjen pénzt és ruhát tőle.
Három bulizó, fehér, fegyveres férfi egy utcán sétáló feketét tartóztatnak fel, mert valaki azt kiáltotta, hogy látta Bubbert (ami nonszensz, mivel Bubber fehér bőrű és szőke haja van). A seriff hazaküldi a férfiakat.
Lester Anna lakhelyéhez megy, de a nő nincs ott (mivel Jake-kel van). Itt ugyanaz a három fegyveres fehér férfi, meg Sol kötekedni kezd vele, így menekülnie kell. Szorult helyzetéből a seriff menekíti ki, aki beviszi a rendőrségre, és saját biztonsága érdekében a fogdába küldi és odaadja neki a kulcsot, hogy bezárhassa magát. Amikor Anna és Jake arra hajtanak kocsival, a seriff szól neki, hogy Lester tudja, hol van Bubber. A nő bemegy Lesterhez, majd nemsokára távozik. A seriff egy órát ad neki, hogy behozza Bubbert. Megérkezik Bubber anyja a rendőrségre, és a seriff feleségével megy. Meg akarja vesztegetni a seriffet, hogy ne ölje meg a fiát. A seriffet sérti a feltételezés, „amit mindenki beszél”, ezért kidobja az asszonyt, aki átkozódva elmegy.
Edwin Stewart elmegy főnöke, Val Rogers estélyére (ahova őt soha nem hívja meg), és tájékoztatja, hogy jake és Anna Reeves szeretők, továbbá, hogy Bubber Reeves megszökött a börtönből. Stewart tudja, hogy Rogers mindent megtesz, hogy Bubbert elkapják. Rogers a rendőrségre megy, ahová a három erőszakos férfi is benyomul vele együtt. A három férfi brutálisan megveri a seriffet, közben Rogers a fogdában ugyanezt teszi Lesterrel, hogy elárulja Bubber hollétét. Végül Rogers elmegy és a három férfi is, miután majdnem agyonverték a seriffet. A seriff felesége hiába kér segítséget az utcán bámészkodó, közömbös emberektől. A seriff véresen, támolyogva, feldagadt szemmel ugyancsak a roncstelepre akar menni, hogy behozza Bubbert, mielőtt valaki meglincseli. A seriff kizártnak tartja, hogy Bubber gyilkos lenne.
Bubber találkozik Annával és Jake-kel a roncstelepen. Anna szeretné rábeszélni, hogy menjen velük és vonuljon börtönbe, Bubber azonban menekülni akar. Amikor sikerül rábeszélnie őket, hogy segítsenek neki, megérkezik Jake apja. Rogers azt hiszi, hogy Bubber fogva tartja a fiát, ezért felajánlja, hogy ha elengedi, odaadja neki a kocsiját, hogy azon meneküljön. Hamarosan azonban megérkeznek a fegyveresek, a bulizó részegek, a randalírozó fiatalok, akik petárdákat kezdenek dobálni, hogy kiugrasszák Bubbert. Néhányan Molotov-koktélokat kezdenek dobálni, majd a véletlenül kifolyó benzin berobban és tűzvész keletkezik. A robbanásokban Jake mellkasára esik egy autó alváza, az apja elszállíttatja. A seriff megtalálja Bubbert, akire a három fegyveres lövöldöz. Egyiküket leüti, a többiek elvonulnak.
A seriff egészen a rendőrség elé zavartalanul kíséri Bubbert, bár szokatlanul nagy tömeg van az utcán. A lépcsőn egy férfi a zakója zsebéből több lövéssel leteríti Bubbert. A seriff a férfira ugrik és verni kezdi, de a kollégái és a felesége leszedik róla.
Másnap reggel a volt seriff és felesége elutaznak. Anna egész éjjel a szabadban virrasztott a Rogers birtok előtt. Amikor Val Rogers kijön, csak annyit mond: „A fiam öt órakor meghalt”.
|  | Itt a vége a cselekmény részletezésének! |

## Szereposztás
| Szerep                  | Színész                         |
| ----------------------- | ------------------------------- |
| Calder seriff           | Marlon Brando                   |
| Anna Reeves             | Jane Fonda                      |
| Charlie ’Bubber’ Reeves | Robert Redford                  |
| Val Rogers              | E. G. Marshall                  |
| Ruby Calder             | Angie Dickinson                 |
| Emily Stewart           | Janice Rule                     |
| Mrs. Reeves             | Miriam Hopkins                  |
| Mary Fuller             | Martha Hyer                     |
| Damon Fuller            | Richard Bradford                |
| Edwin Stewart           | Robert Duvall                   |
| Jason ’Jake’ Rogers     | James Fox                       |
| Elizabeth Rogers        | Diana Hyland                    |
| Briggs                  | Henry Hull                      |
| Mrs. Briggs             | Jocelyn Brando                  |
| Verna Dee               | Katherine Walsh                 |
| Cutie                   | Lori Martin                     |
| Paul                    | Marc Seaton (Marc Skaton néven) |
| Seymour                 | Paul Williams                   |
| Lem                     | Clifton James                   |
| Mr. Reeves              | Malcolm Atterbury               |
| Lester Johnson          | Joel Fluellen                   |

## Megjelenése
Magyarországi bemutató:  1983. március 3. A film DVD-n 2004. február 24-én jelent meg.

## Bevételek
Bár a film sztárokat vonultatott fel, eleinte nem hozott olyan bevételt, mint amit elvártak tőle.

## Fogadtatás
A filmkritikusok nem tartották olyan erőteljesnek, amilyen szerintük lehetett volna.
A filmkritikusok véleményét összegző Rotten Tomatoes 80%-ra értékelte 5 vélemény alapján.
A nézők dicsérik a színészi alakításokat és alulértékeltnek tartják a filmet.

## Forgatási helyszínek
- 20th Century Fox Ranch, Malibu Creek State Park – 1925 Las Virgenes Road, Calabasas, Kalifornia, USA – (texasi helyszín)
- Bidwell Park – Manzanita Avenue, Chico, Kalifornia, USA – (texasi helyszín)
- Calabasas, Kalifornia, USA – (texasi helyszín)
- Chico, Kalifornia, USA – (texasi helyszín)
- Midwest Street, Warner Brothers Burbank Studios – 4000 Warner Boulevard, Burbank, Kalifornia, USA
- Paramount Ranch – 2813 Cornell Road, Agoura, Kalifornia, USA – autó roncstelep
- Warner Brothers Ranch, Verdugo Ave. és Pass Avenue, Burbank, Kalifornia, USA

## Fordítás
- Ez a szócikk részben vagy egészben  a   The Chase (1966 film) című angol Wikipédia-szócikk fordításán alapul.  Az eredeti cikk szerkesztőit annak laptörténete sorolja fel. Ez a jelzés csupán a megfogalmazás eredetét és a szerzői jogokat jelzi, nem szolgál a cikkben szereplő információk forrásmegjelöléseként.